# Щегольков Володимир Володимирович
Щегольков Володимир — російський актор, режисер.
Народився 2 липня 1972 р. Закінчив акторський факультет Всесоюзного державного інституту кінематографії (1995).
Поставив стрічку «З днем народження, Лола!» (2001). Знявся в українському фільмі «Дике кохання» (1993).